# Orgilus tersus
Orgilus tersus är en stekelart som beskrevs av Muesebeck 1970. Orgilus tersus ingår i släktet Orgilus och familjen bracksteklar. Inga underarter finns listade i Catalogue of Life.